# Niklas Luhmann

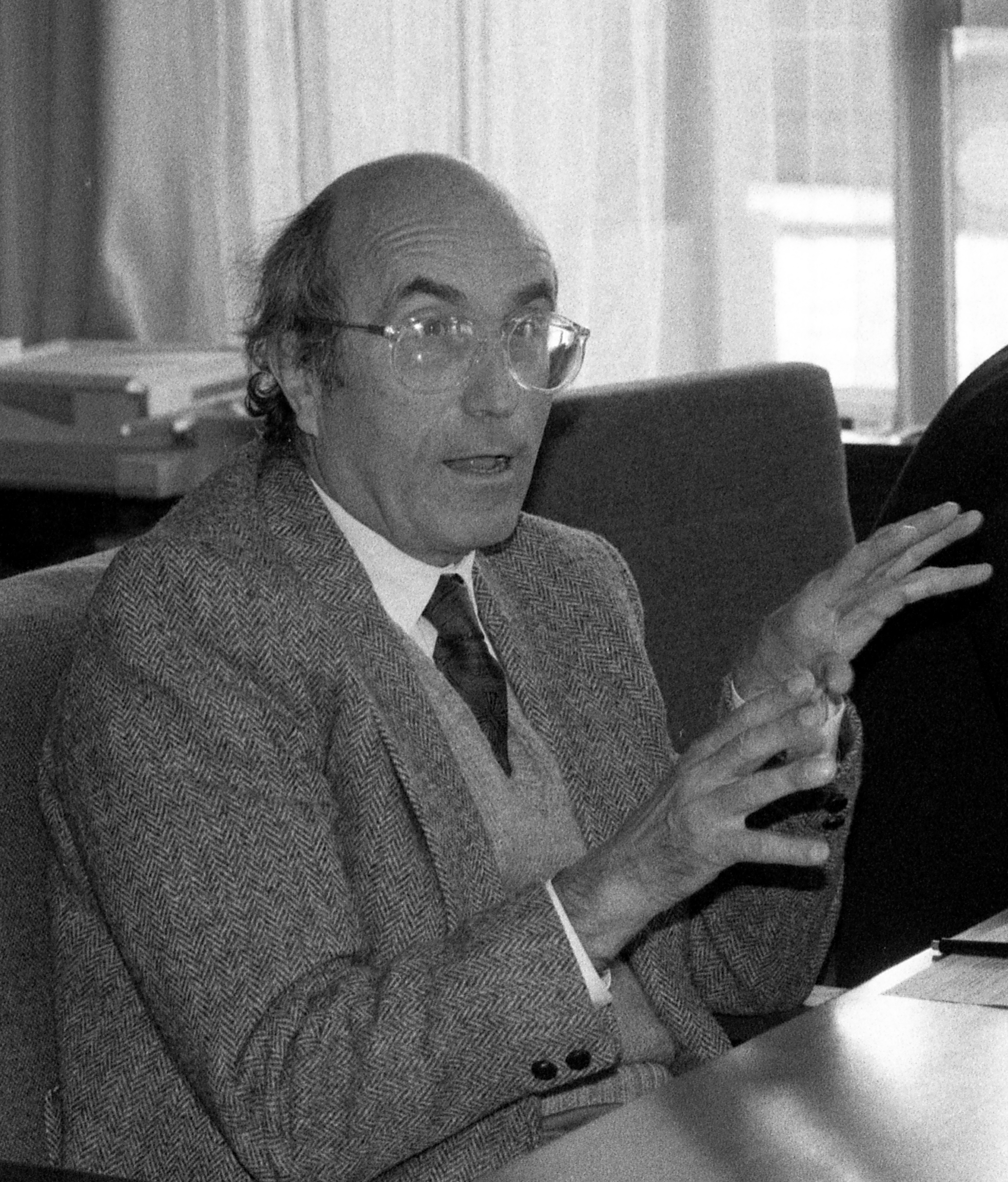
Niklas Luhmann an einem Kolloquium an der Universität St. Gallen (1989)

Niklas Luhmann (* 8. Dezember 1927 in Lüneburg; † 6. November 1998 in Oerlinghausen) war ein deutscher Soziologe und Gesellschaftstheoretiker. Als bedeutendster deutschsprachiger Vertreter der soziologischen Systemtheorie und der Soziokybernetik zählt Luhmann mit seiner Systemtheorie zu den Klassikern der Soziologie im 20. Jahrhundert.

## Leben
Luhmann wurde 1927 in die Familie eines Brauereibesitzers in Lüneburg geboren und besuchte das altsprachliche Johanneum. 1944 wurde er im Alter von 16 Jahren offiziell als Luftwaffenhelfer eingezogen, nachdem er schon seit dem 15. Lebensjahr dort tätig gewesen war. Von 1944 bis September 1945 war Luhmann in amerikanischer Kriegsgefangenschaft; seine Behandlung dort erschien ihm später als „gelinde gesagt nicht nach den Regeln der internationalen Konventionen“.
2007 wurde bekannt, dass Luhmann Mitglied der NSDAP geworden war, er hatte am 21. April 1944 die Aufnahme in die Partei beantragt und wurde rückwirkend zum 20. April desselben Jahres aufgenommen (Mitgliedsnummer 9.935.113). Auf dem für das juristische Referendariat 1949 auszufüllenden „Fragebogen für die politische Überprüfung“, der Teil der Entnazifizierung war, datierte Luhmann den NSDAP-Aufnahmeantrag auf das Frühjahr 1944, ergänzt mit dem Hinweis, eine Mitgliedsnummer nie erhalten zu haben.
Luhmann studierte von 1946 bis 1949 Rechtswissenschaft an der Albert-Ludwigs-Universität Freiburg mit einem Schwerpunkt auf römischem Recht. Es folgte bis 1953 eine Referendarausbildung in Lüneburg. In dieser Zeit arbeitete Luhmann an einer rechtsvergleichenden Dissertation. Nachdem 1953 sein Freiburger Doktorvater Wilhelm Grewe ins Auswärtige Amt gewechselt war, reichte Luhmann die 260-seitige Arbeit mit dem Titel Die Organisation beratender Staatsorgane nicht ein.
Von 1954 bis 1962 war er Verwaltungsbeamter in Lüneburg, von 1954 bis 1955 am Oberverwaltungsgericht Lüneburg Assistent des Präsidenten und wurde 1955 ins niedersächsische Kultusministerium abgeordnet. In dieser Zeit begann er auch mit dem Aufbau seiner Zettelkästen. 1960/61 erhielt Luhmann ein Fortbildungs-Stipendium für die Harvard-Universität, das er nach seiner dienstlichen Beurlaubung wahrnehmen konnte. Dort kam er in Kontakt mit dem Soziologen Talcott Parsons und dessen strukturfunktionaler Systemtheorie.
Nach seiner Tätigkeit als Referent an der Deutschen Hochschule für Verwaltungswissenschaften Speyer von 1962 bis 1965 war er von 1965 bis 1968 Abteilungsleiter an der Sozialforschungsstelle an der Universität Münster in Dortmund. Nachdem er im Wintersemester 1965/66 für Soziologie an der Westfälischen Wilhelms-Universität in Münster eingeschrieben gewesen war, wurde er dort im Februar 1966 zum Dr. sc. pol. (Doktor der Sozialwissenschaften) promoviert mit seiner in Speyer entstandenen Schrift Recht und Automation in der öffentlichen Verwaltung. Eine verwaltungswissenschaftliche Untersuchung (Gutachter: Dieter Claessens und Helmut Schelsky). Fünf Monate später habilitierte er sich bei Dieter Claessens und Heinz Hartmann mit dem bereits 1964 erschienenen Buch Funktionen und Folgen formaler Organisation. Seine Berufung 1968 auf den Lehrstuhl für allgemeine Soziologie an der Universität Bielefeld machte Luhmann nicht nur zum ersten Professor an dieser Neugründung, sondern ließ ihn in der Folge auch entscheidend am Aufbau der ersten soziologischen Fakultät im deutschsprachigen Raum mitwirken. Hier lehrte und forschte er bis zu seiner Emeritierung 1993. 1998 unterschrieb er eine Unterstützerliste für die von Christoph Schlingensief gegründete Partei Chance 2000.
Luhmann heiratete 1960 die gelernte Goldschmiedin Ursula von Walter. Aus der Ehe gingen eine Tochter und zwei Söhne hervor. Seine Ehefrau starb 1977; danach zog er seine Kinder allein groß. Seiner verstorbenen Frau, einer gläubigen Protestantin, widmete er die im selben Jahr erschienene Schrift Funktion der Religion.

## Nachlass

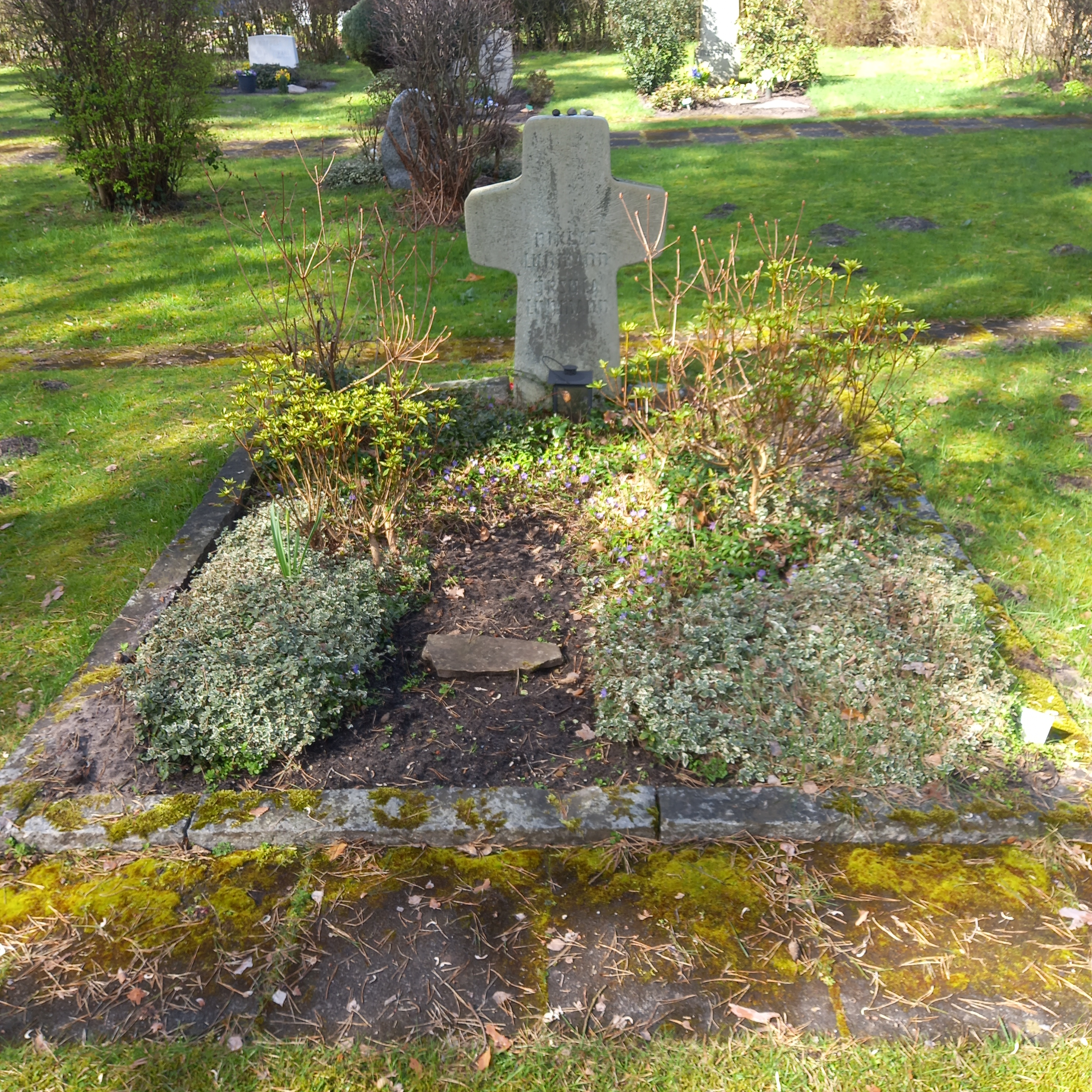
Das Grab von Niklas Luhmann und seiner Ehefrau Ursula, geborene von Walter, auf dem Friedhof Lipperreihe in Oerlinghausen

Luhmanns Kinder stritten jahrelang vor Gericht um die Eigentums- und Urheberrechte an seinem wissenschaftlichen Werk einschließlich des berühmten Zettelkastens, worauf das OLG Hamm im Jahr 2004 entschied, dass dieser zum Werk und nicht zum Hausstand zu rechnen sei und damit seiner Tochter zugesprochen wurde. Luhmann hatte ihr noch zu Lebzeiten 1995 in einem Vorausvermächtnis alle Urheberrechte übertragen, da es sein Wunsch war, dass sein geistiges Erbe in einer Hand bleibt. Der Wert seines wissenschaftlichen Nachlasses wird auf einen siebenstelligen Euro-Betrag geschätzt.
Die Universität Bielefeld erwarb den Nachlass mit Unterstützung der Krupp-Stiftung im Jahre 2011, um ein Luhmann-Archiv zu errichten. Wichtigster Teil des Nachlasses ist der ca. 90.000 Zettel umfassende Zettelkasten, den Luhmann seit den 1950er Jahren gepflegt hat und der die Grundlage des umfangreichen Werkes darstellt. In einem von der nordrhein-westfälischen Akademie der Wissenschaften und der Künste geförderten Langzeitprojekt der Fakultät für Soziologie der Universität Bielefeld in Kooperation mit dem Cologne Center for eHumanities (CCeH) werden seit 2015 sowohl der Zettelkasten als auch die im Nachlass befindlichen Manuskripte – darunter allein vier verschiedene Versionen einer Gesellschaftstheorie aus den 1960er bis 1990er Jahren – digitalisiert und ediert. Im April 2019 ging eine erste Version des digitalen Zettelkastens online. Der Nachlass befindet sich im Universitätsarchiv Bielefeld.
Anlässlich des 90. Geburtstags Niklas Luhmanns wurde im Dezember 2017 ein ca. 1000-seitiges Manuskript zur Gesellschaftstheorie aus dem Nachlass veröffentlicht. Das unter dem Titel Systemtheorie der Gesellschaft erschienene Grundlagenwerk, das bereits weitgehend die Struktur der schließlich 1997 publizierten Gesellschaftstheorie vorwegnimmt, zusätzlich aber noch eine umfassende sozial- und differenzierungstheoretische Einleitung umfasst, hat Luhmann zwischen 1973 und 1975 verfasst, das Manuskript dann aber nicht publiziert.

## Charakterisierung des Werkes
Das Lebenswerk Luhmanns ist eine allgemeine und umfassende Theorie der Gesellschaft, die gleichermaßen Geltung in der wissenschaftlichen Untersuchung sozialer Mikrosysteme (z. B. Liebesbeziehungen) und Makrosysteme (wie Rechtssystemen, politischen Systemen) beansprucht.

### Luhmanns Theorieansatz
Der Anspruch seiner Theorie auf besonders große Tragweite beruht darauf, dass seine Systemtheorie von der Kommunikation ausgeht und die Strukturen der Kommunikation in weitgehend allen sozialen Systemen vergleichbare Formen aufweisen. Luhmanns Systemtheorie kann als Fortsetzung des radikalen Konstruktivismus in der Soziologie verstanden werden. Er knüpft vor allem an die theoretischen Grundlagen von Humberto Maturana und Francisco J. Varela zu autopoietischen Systemen an. Ferner lieferten Edmund Husserl und Immanuel Kant wichtige Voraussetzungen, was den theoretischen Zeitbegriff anbelangt, sowie George Spencer-Brown, was den Form- und Sinnbegriff anlangt.
Demgegenüber bricht Luhmann mit theoretischen Grundannahmen der Soziologie und Philosophie, die in unlösbare Paradoxien hineinführen: So ersetzt er Handlung durch Kommunikation als basalen soziologischen Operationstyp. Er bricht auch mit dem klassischen Subjekt-Objekt-Schema und ersetzt es durch die Leitdifferenz System und Umwelt.

### Luhmann-Habermas-Kontroverse
Bereits 1970 lieferten sich Luhmann und der Soziologe Jürgen Habermas, als jüngster Vertreter der Kritischen Theorie, eine ausführliche Kontroverse zu ihren teils gegensätzlichen Theoriemodellen, die sie mit einer gemeinsamen Publikation „Theorie der Gesellschaft oder Sozialtechnologie“ dokumentierten. Der wohl wichtigste Streitpunkt dieser Kontroverse war, ob die Soziologie eine moralische Komponente oder eine soziale Utopie (Herrschaftsfreiheit) anzutragen habe oder lediglich eine Beschreibung der Gesellschaft nach funktionaler Prämisse leisten müsse. Aus der Sicht Luhmanns fällt die Antwort so aus, dass das Erstere nur auf Kosten des Letzteren möglich ist. Wenn sich die Soziologie an der Kritik oder am Diskurs orientiert, so ist sie damit auch an bestimmte Ausgangslagen gebunden und kommt fatalerweise nur zu Aussagen von zeitlich begrenzter Gültigkeit. Um dem zu entgehen, muss Luhmann zufolge die Soziologie eine noch größere Abstraktion der sozialen Dynamik finden, die dafür eine längere Geltungsdauer beanspruchen kann. Die moralische Bewertung und Kritik des Zeitgeschehens werden dadurch keineswegs ausgeschlossen, im Gegenteil, sie werden lediglich aus der Funktion der Soziologie ausgelagert in andere Bereiche, nämlich Politik oder Ethik. Dieser Schritt sei besonders deshalb erforderlich, weil die Soziologie bis dato weder über einen allgemeinen Begriff noch über eine allgemeine Theorie der Gesellschaft verfügt. Für die Soziologie als Wissenschaft sei es notwendig, dass sie ihren Gegenstand in allgemeiner Weise bezeichnen kann.

### Luhmanns Gesellschaftsbegriff
Luhmanns Theorie der Gesellschaft geht davon aus, dass die „moderne“ Gesellschaft durch den Prozess der funktionalen Differenzierung gekennzeichnet ist. Die Gesellschaftsstruktur des alten Europas hat sich aufgrund der Komplexitätszunahme eigener Sinnressourcen von der segmentären zur stratifikatorisch-hierarchischen und weiter zur funktional differenzierten Ordnung umgeformt. In der Moderne lösen sich zunehmend Teilsysteme aus dem Gesamtkontext der Gesellschaft heraus und grenzen sich nach Maßgabe eigener funktionaler Prämissen vom Rest der Gesellschaft ab (Ausdifferenzierung). Die moderne Gesellschaft ist aufgelöst in eine wachsende Vielheit von Teilsystemen, die sich gegenseitig zur Umwelt entwickelt haben und die strukturell mehr oder weniger fest aneinandergekoppelt sind. Die Gesellschaft überhaupt stellt für jedes einzelne Teilsystem (und für alle Teilsysteme zusammen) einen identischen Hintergrund dar, der funktional auf die Möglichkeit der Kommunikation hin entworfen und angewendet werden kann.
Luhmann bietet erstmals in der relativ jungen Geschichte der Soziologie nach Emil Durkheim, Max Weber und weiteren einen allgemein gültigen und zeitlich konsistenten Begriff der Gesellschaft an, der die grundlegende Paradoxie aufzulösen vermag, dass die Soziologie selbst ein Teil der Gesellschaft ist, also selbst ein Teil des Gegenstandes ist, den sie wissenschaftlich zu begreifen sucht, und dadurch die Unabhängigkeit und Unbedingtheit dessen, was als Gesellschaft bezeichnet wird, entscheidend beeinträchtigt werden. Schließlich wird alles, womit die Soziologie arbeitet – Sprache, Kommunikation, Buchdruck, Problemlagen, Forschungsziele, Geld usw. – von der Gesellschaft bereitgestellt.
Im Sinne der Wissenschaftslogik ist ein selbst entwickelter Gesellschaftsbegriff selbst-implikativ und ungültig. Das Betätigungsfeld der Soziologie muss nach Luhmann zu der Frage umgedreht werden, wie es trotzdem möglich ist, dass Teilsysteme sich in der Gesellschaft orientieren können und dennoch relativ stabile Strukturen aufweisen und dass sich dauerhafte Institutionen in der Gesellschaft etabliert haben, die anscheinend (vielleicht aber auch nur scheinbar) die Lage beherrschen. Die Teilsysteme der Gesellschaft werden im Hinblick auf ihre evolutiven, selbst-stabilisierenden, autopoietischen Strukturen hin beobachtet und geben selbst die Antwort darauf, was Gesellschaft ist, indem sie zeigen, wie sie mit der Komplexität und Paradoxierung der Gesellschaft umgehen. Diesen Beobachtungen hat sich Luhmann zugewendet.

## Bibliographische Zuordnung
1984 erschien Luhmanns (chronologisch) erstes Hauptwerk Soziale Systeme. Grundriß einer allgemeinen Theorie. Mit dem von langer Hand vorbereiteten Entwurf gab Luhmann seiner Systemtheorie zum ersten Mal eine einheitliche Gestalt. Nach Soziale Systeme folgten mehrere Bände über Teilsysteme der Gesellschaft (Die Wirtschaft der Gesellschaft, Die Wissenschaft der Gesellschaft, Die Kunst der Gesellschaft und weitere). In diesen Arbeiten wird mit ausreichend tiefem Rückgriff in die Geschichte des jeweiligen Teilsystems dessen Ausdifferenzierung und Evolution nachvollzogen. Es werden die funktionalen Prämissen, die symbiotischen Mechanismen, die symbolisch generalisierten Kommunikationsmedien sowie die operative Geschlossenheit und Autopoiesis des Teilsystems und dessen Verhältnis und strukturelle Kopplung zur Umwelt untersucht. Luhmann erbrachte hier eine interdisziplinäre Leistung, die durch vielfältige bibliographische Querverweise belegt wird. Vollendet wurde dieser Entwurf 1997 durch das zweite Hauptwerk, Die Gesellschaft der Gesellschaft (zwei Bände), das die am weitesten ausgearbeitete Fassung seiner Systemtheorie und seines Gesellschaftsbegriffes darstellt.

## Wirkung und Kritik
Die Luhmannsche Systemtheorie (in Abgrenzung zur allgemeinen Systemtheorie von Ludwig von Bertalanffy u. a. sowie zur Theorie sozialer Systeme von Talcott Parsons) gilt als eine der erfolgreichsten und am weitesten verbreiteten Theorien im deutschen Sprachraum, nicht nur in der Soziologie, sondern auch in diversen Feldern wie der Psychologie, der Theorie des Managements oder der Literaturtheorie. Auch international beeinflusst sie den sozialphilosophischen Diskurs, wobei sich nennenswerte Luhmann-Strömungen in Deutschland, den USA, Japan, Italien und Skandinavien herausgebildet haben.
Das Fehlen eines primär normativen Elements in Luhmanns Systemtheorie hat eine teilweise heftige Debatte nicht nur in der Soziologie entfacht. Aus erkenntnistheoretischer Perspektive wird moniert, die Theorie laufe auf Grund ihres tautologischen, deskriptiven Ansatzes ins Leere und sage nicht mehr über die Welt, als, was wir aufgrund fachwissenschaftlicher Erkenntnisse ohnehin schon über sie wissen oder wissen könnten. Genau dieser konstruktivistische Ansatz ist wiederum eine wesentliche Eigenschaft der Theorie: Als Beobachter der Welt können wir nach Luhmann nur das erkennen und beschreiben, was für uns beobachtbar ist.

## Systemtheorie in der Alltagssprache
Verschiedene Begriffe Luhmanns sind in den Sprachgebrauch außerhalb der Soziologie eingegangen. Der von ihm seit Soziale Systeme gebrauchte Begriff des Anschlusses hat sich in der Formulierung niedergeschlagen, etwas sei „anschlussfähig“. Der ebenfalls in Soziale Systeme eingeführte Begriff des Theoriedesigns wird seit den 1990er Jahren in Geisteswissenschaften und Feuilletons gebraucht.
Auch komplexere Begriffe definierte er neu, siehe Differenz (Luhmann), Resonanz (Luhmann), Kontingenz und Evolution.

## Ehrungen
- 1988: Hegel-Preis der Stadt Stuttgart.
- Ehrendoktor der Universitäten Gent, Macerata, Bologna, Recife, Guadalajara, Lecce, Leuven und Trier.
- 1997: Premio Amalfi.
- 2000: Umbenennung des Städtischen Gymnasiums Oerlinghausen in Niklas-Luhmann-Gymnasium.
- Seit 2004 verleiht die Stiftung der Sparkasse Bielefeld alle zwei Jahre zum Gedenken an Niklas Luhmann den mit 25.000 Euro dotierten Bielefelder Wissenschaftspreis.
- 2008: Straßenbenennung in Luhmanns Geburtsstadt, der Hansestadt Lüneburg.[37]

## Schriften

### Grundlegende funktionssystemübergreifende Hauptwerke
- Soziale Systeme (1984), ISBN 3-518-28266-2.
- Die Gesellschaft der Gesellschaft (1997), ISBN 3-518-58240-2 (Rezension von Hauke Brunkhorst).
- Systemtheorie der Gesellschaft (Manuskript von 1975, postum herausgegeben von Johannes F. K. Schmidt und André Kieserling 2017), ISBN 3-518-58705-6.

### ZurGesellschaftsstrukturundSemantik
- Gesellschaftsstruktur und Semantik (vier Bände, 1980–1995).
- Liebe als Passion (1982).
- Beobachtungen der Moderne (1992), ISBN 3-531-12263-0.
- Ideenevolution (herausgegeben von André Kieserling, 2008), ISBN 3-518-29470-9.

### Monographien-Reihe über einzelne Funktionssysteme
- Die soziologische Beobachtung des Rechts (1986), ISBN 3-7875-3603-5.
- Die Wissenschaft der Gesellschaft (1990), ISBN 3-518-28601-3.
- Das Recht der Gesellschaft (1993), ISBN 3-518-28783-4.
- Die Wirtschaft der Gesellschaft (= Suhrkamp-Taschenbuch Wissenschaft, Band 1152), Suhrkamp, Frankfurt am Main 1994, ISBN 3-518-28752-4.
- Die Realität der Massenmedien (= Neue Bibliothek der Sozialwissenschaften). 5. Auflage. Springer VS, Wiesbaden 2017, ISBN 978-3-658-17737-9 (luhmann.ir [PDF; 1,3 MB] Erstausgabe: Westdeutscher Verlag, Opladen  1995).
- Die Kunst der Gesellschaft (1997), ISBN 3-518-28903-9.
- Die Politik der Gesellschaft (herausgegeben von André Kieserling, 2000), ISBN 3-518-29182-3.
- Die Religion der Gesellschaft (herausgegeben von André Kieserling, 2000), ISBN 3-518-29181-5.
- Das Erziehungssystem der Gesellschaft (herausgegeben von Dieter Lenzen, 2002), ISBN 3-518-29193-9.
- Die Moral der Gesellschaft (zusammen mit Detlef Horster, 2008), ISBN 978-3-518-29471-0.

### Einführend
- Teoria della società (mit Raffaele De Giorgi, 1992), ISBN 88-204-7299-6.
- Einführung in die Systemtheorie (Transkription einer Vorlesung Luhmanns von 1991/92, 2002), ISBN 3-89670-292-0.
- Einführung in die Theorie der Gesellschaft (Transkription einer Vorlesung Luhmanns von 1992/93, 2005), ISBN 3-89670-477-X.

### Organisationssoziologie
- Funktionen und Folgen formaler Organisation (1964).
- Zweckbegriff und Systemrationalität (1968).
- Organisation und Entscheidung (2000), ISBN 3-531-13451-5.
  - Rezensionen: Detlef Horster in Süddeutsche Zeitung, 17. Juni/18. Juni 2000 und Niels Werber in: Frankfurter Rundschau, 30. August 2000.
- Die Grenzen der Verwaltung, herausgegeben von Johannes F.K. Schmidt und Christoph Gesigora ; mit einem Nachwort von André Kieserling und Johannes F.K. Schmidt, Suhrkamp, Berlin 2021, ISBN 978-3-518-58773-7.
- Schriften zur Organisation, 5 Bände, hrsg. v. Ernst Lukas und Veronika Tacke.
  - Band 1: Die Wirklichkeit der Organisation, Springer VS, Wiesbaden 2018.
  - Band 2: Theorie organisierter Sozialsysteme, Springer VS, Wiesbaden 2019.
  - Band 3: Gesellschaftliche Differenzierung, Springer VS, Wiesbaden 2019.
  - Band 4: Reform und Beratung, Springer VS, Wiesbaden 2020.
  - Band 5: Vorträge • Lexikonartikel • Rezensionen, Springer VS, Wiesbaden 2022.

### Abklärung der Aufklärung
- Soziologische Aufklärung, sechs Bände, 1970–1995, Westdeutscher Verlag, Opladen

### Weitere Werke
- Funktion und Kausalität. in: KZfSS 14, 1962, S. 617–644; wieder in Jürgen Friedrichs & Karl Ulrich Mayer & Wolfgang Schluchter, Hrsg.: Soziologische Theorie und Empirie. KZfSS. Auswahlband. Westdeutscher Verlag, Opladen 1997, ISBN 3-531-13139-7, S. 23–50.
- Grundrechte als Institution. Ein Beitrag zur politischen Soziologie (Schriften zum Öffentlichen Recht, Band 24), 5. Auflage, Duncker & Humblot, Berlin 2009, ISBN 978-3-428-00959-6.
- Öffentlich-rechtliche Entschädigung, rechtspolitisch betrachtet (1965), ISBN 978-3-428-00958-9.
- Vertrauen – ein Mechanismus der Reduktion sozialer Komplexität. Enke, Stuttgart 1968.
- Legitimation durch Verfahren (1969), ISBN 3-518-28043-0.
- Politische Planung (1972), ISBN 978-3-531-15373-5.
- Macht. Enke, Stuttgart 1975, ISBN 3-432-02205-0.
- Funktion der Religion (1977).
- Rechtssoziologie (1980).
- Politische Theorie im Wohlfahrtsstaat (1981, Neuausgabe 2011), ISBN 978-3-95768-006-8.
- Ökologische Kommunikation (1986), ISBN 3-531-51775-9.
- Archimedes und wir. Interviews (herausgegeben von Dirk Baecker und Georg Stanitzek, 1987), Merve Verlag, ISBN 978-3-88396-063-0.
- Reden und Schweigen (zusammen mit Peter Fuchs, 1989), ISBN 978-3-518-28448-3.
- Soziologie des Risikos (1991), ISBN 3-11-012939-6.
- Schriften zur Pädagogik (herausgegeben von Dieter Lenzen, 2004), ISBN 3-518-29297-8.
- Schriften zu Kunst und Literatur (herausgegeben von Niels Werber, 2008), ISBN 978-3-518-29472-7.
- Politische Soziologie (herausgegeben von André Kieserling, 2010), ISBN 978-3-518-58541-2.
- Kontingenz und Recht: Rechtstheorie im interdisziplinären Zusammenhang (herausgegeben von Johannes F. K. Schmidt, 2013), ISBN 978-3-518-58602-0.
- Soziologie unter Anwesenden. Systemtheoretische Vorlesungen 1966–1970 (=stw 2418). Hrsg. von Johannes F. K. Schmidt, Christoph Gesigora und André Kieserling. Suhrkamp, Berlin 2024, ISBN 978-3-518-30018-3.

### Herausgabe
- 1963: (mit Franz Becker): Verwaltungsfehler und Vertrauensschutz: Möglichkeiten gesetzlicher Regelung der Rücknehmbarkeit von Verwaltungsakten, Berlin: Duncker & Humblot.
- 1964: Funktionen und Folgen formaler Organisation, Berlin: Duncker & Humblot.
- 1965: Öffentlich-rechtliche Entschädigung rechtspolitisch betrachtet, Berlin: Duncker & Humblot.
- 1965: Grundrechte als Institution: Ein Beitrag zur politischen Soziologie, Berlin: Duncker & Humblot.
- 1966: Recht und Automation in der öffentlichen Verwaltung: Eine verwaltungswissenschaftliche Untersuchung, Berlin: Duncker & Humblot.
- 1966: Theorie der Verwaltungswissenschaft: Bestandsaufnahme und Entwurf, Köln und Berlin.
- 1968: Vertrauen: Ein Mechanismus der Reduktion sozialer Komplexität, Stuttgart: Enke.
- 1968: Zweckbegriff und Systemrationalität: Über die Funktion von Zwecken in sozialen Systemen, Tübingen: J. C. B. Mohr, Paul Siebeck.
- 1969: Legitimation durch Verfahren, Neuwied und Berlin: Luchterhand.
- 1970: Soziologische Aufklärung: Aufsätze zur Theorie sozialer Systeme, Köln und Opladen: Westdeutscher Verlag.
- 1971 (mit Jürgen Habermas): Theorie der Gesellschaft oder Sozialtechnologie – Was leistet die Systemforschung? Frankfurt: Suhrkamp.
- 1971: Politische Planung: Aufsätze zur Soziologie von Politik und Verwaltung, Opladen: Westdeutscher Verlag.
- 1972: Rechtssoziologie, zwei Bände, Reinbek: Rowohlt.
- 1973: (mit Renate Mayntz): Personal im öffentlichen Dienst: Eintritt und Karrieren, Baden-Baden: Nomos.
- 1974: Rechtssystem und Rechtsdogmatik, Stuttgart: Kohlhammer.
- 1975: Macht, Stuttgart: Enke.
- 1975: Soziologische Aufklärung 2: Aufsätze zur Theorie der Gesellschaft, Opladen: Westdeutscher Verlag.
- 1977: Funktion der Religion, Frankfurt: Suhrkamp.
- 1978: Organisation und Entscheidung (= Rheinisch-Westfälische Akademie der Wissenschaften, Vorträge G 232), Opladen: Westdeutscher Verlag.
- 1979 (mit Karl Eberhard Schorr): Reflexionsprobleme im Erziehungssystem, Stuttgart: Klett-Cotta.
- 1980: Gesellschaftsstruktur und Semantik: Studien zur Wissenssoziologie der modernen Gesellschaft I, Frankfurt: Suhrkamp.
- 1981: Politische Theorie im Wohlfahrtsstaat, München: Olzog.
- 1981: Gesellschaftsstruktur und Semantik: Studien zur Wissenssoziologie der modernen Gesellschaft II, Frankfurt: Suhrkamp.
- 1981: Ausdifferenzierung des Rechts: Beiträge zur Rechtssoziologie und Rechtstheorie, Frankfurt: Suhrkamp.
- 1981: Soziologische Aufklärung 3: Soziales System, Gesellschaft, Organisation, Opladen: Westdeutscher Verlag.
- 1982: Liebe als Passion: Zur Codierung von Intimität, Frankfurt: Suhrkamp.
- 1984: Soziale Systeme: Grundriß einer allgemeinen Theorie, Frankfurt: Suhrkamp.
- 1985: Kann die moderne Gesellschaft sich auf ökologische Gefährdungen einstellen?, Rheinisch-Westfälische Akademie der Wissenschaften, Vorträge G 278, Opladen: Westdeutscher Verlag.
- 1986: Die soziologische Beobachtung des Rechts, Frankfurt: Metzner.
- 1986: Ökologische Kommunikation: Kann die moderne Gesellschaft sich auf ökologische Gefährdungen einstellen? Opladen: Westdeutscher Verlag.
- 1987: Soziologische Aufklärung 4: Beiträge zur funktionalen Differenzierung der Gesellschaft, Opladen: Westdeutscher Verlag.
- 1987: Archimedes und wir: Interviews (herausgegeben von Dirk Baecker und Georg Stanitzek), Berlin: Merve.
- 1988: Die Wirtschaft der Gesellschaft, Frankfurt: Suhrkamp.
- 1988: Erkenntnis als Konstruktion, Bern: Benteli.
- 1989: Gesellschaftsstruktur und Semantik: Studien zur Wissenssoziologie der modernen Gesellschaft 3, Frankfurt: Suhrkamp.
- 1989 (mit Peter Fuchs): Reden und Schweigen, Frankfurt: Suhrkamp.
- 1990: Risiko und Gefahr, Aulavorträge 48, St. Gallen.
- 1990: Paradigm lost: Über die ethische Reflexion der Moral, Frankfurt: Suhrkamp.
- 1990: Essays on Self-Reference, New York: Columbia University Press.
- 1990: Soziologische Aufklärung 5: Konstruktivistische Perspektiven, Opladen: Westdeutscher Verlag.
- 1990: Die Wissenschaft der Gesellschaft, Frankfurt: Suhrkamp.
- 1991: Soziologie des Risikos, Berlin: de Gruyter.
- 1992 (mit Raffaele De Giorgi): Teoria della società, Milano: Franco Angeli.
- 1992: Beobachtungen der Moderne, Opladen: Westdeutscher Verlag.
- 1992: Universität als Milieu (herausgegeben von André Kieserling), Bielefeld: Haux.
- 1993: Gibt es in unserer Gesellschaft noch unverzichtbare Normen?, Heidelberg: C.F. Müller.
- 1993: Das Recht der Gesellschaft, Frankfurt: Suhrkamp.
- 1994: Die Ausdifferenzierung des Kunstsystems, Bern: Benteli.
- 1995: Die Realität der Massenmedien (= Nordrhein-Westfälischen Akademie der Wissenschaften, Vorträge G 333), Opladen 1995=== zweite, erweiterte Ausgabe 1996.
- 1995: Soziologische Aufklärung 6: Die Soziologie und der Mensch, Opladen: Westdeutscher Verlag.
- 1995: Gesellschaftsstruktur und Semantik: Studien zur Wissenssoziologie der modernen Gesellschaft 4, Frankfurt: Suhrkamp.
- 1995: Die Kunst der Gesellschaft, Frankfurt: Suhrkamp.
- 1996: Die neuzeitlichen Wissenschaften und die Phänomenologie, Wien: Picus.
- 1996: Protest: Systemtheorie und soziale Bewegungen (herausgegeben von Kai-Uwe Hellmann), Frankfurt: Suhrkamp.
- 1996: Modern Society Shocked by its Risks (= University of Hong Kong, Department of Sociology, Occasional Papers 17), Hong Kong (HKU Scholars HUB).
- 1997: Die Gesellschaft der Gesellschaft, Frankfurt: Suhrkamp.
- 2000: Organisation und Entscheidung, Wiesbaden: VS Verlag für Sozialwissenschaften
- 2000: Die Politik der Gesellschaft (postum herausgegeben von André Kieserling), Frankfurt: Suhrkamp.
- 2000: Die Religion der Gesellschaft (postum herausgegeben von André Kieserling), Frankfurt: Suhrkamp.
- 2002: Das Erziehungssystem der Gesellschaft (postum herausgegeben von Dieter Lenzen), Frankfurt: Suhrkamp.
- 2006: System as Difference. Organization, Volume 13 (1) (January 2006), S. 37–57.
- 2017: Die Systemtheorie der Gesellschaft (postum herausgegeben von Johannes F. K. Schmidt u. André Kieserling), Berlin: Suhrkamp
- 2021: Die Grenzen der Verwaltung (postum herausgegeben von Johannes F. K. Schmidt u. Christoph Gesigora), Berlin: Suhrkamp[38]
- 2021: Differenz – Kopplung – Reflexion. Beiträge zur Gesellschaftstheorie (Soziale Systeme 24) (postum herausgegeben von Johannes F. K. Schmidt u. André Kieserling), Berlin: de Gruyter

## Audio
- Ralph Gerstenberg: „Niklas Luhmann – Meister des Zettelkastens“. Deutschlandfunk 2023
- Tom Peuckert: Luhmann (Hörspiel). Regie: Leonhard Koppelmann, Produktion WDR 2006.
- Nils Köbel/Patrick Breitenbach: Soziopod Academics 005: Systemtheorie von Niklas Luhmann